# Didahia
Manuscrisul Didahia a fost scris la sfârșitul primului secol sau la începutul secolului al doilea. Numele Didahia (de la cuvântul grecesc Διδαχη care are legătură cu „doctrina”, „didactic” etc.), a fost revizuit de-a lungul timpului în variate forme din variate locuri. Manuscrisul găsit inițial se intitula : Învățătura Domnului transmisă neamurilor prin cei doisprezece apostoli. Paradoxal, cei doisprezece apostoli nu sunt niciodată menționați în textele manuscrisului. Didahia este cea mai veche operă literară creștină postbiblică. A fost descoperită în 1873 de mitropolitul Filotei Bryennios⁠(en)[traduceți], într-un manuscris de la Constantinopol. Textul Didahia a fost publicat în 1883, tot la Constantinopol, de același mitropolit.

## Istoric
Textul are o întindere de aproximativ 10.700 litere și este format din 16 capitole. Nu se cunoaște autorul Didahiei.

## Structură
Textul Didahiei poate fi împărțit în trei părți și un epilog: 
- I - O cateheză morală (Cartea celor doua căi), (cap. I-VI)
- II - Un compendiu liturgic (VII-X)
- III - Instrucțiuni bisericești (XI-XV)
- IV - Atragerea atenției asupra parusiei (XVI)

- Cartea celor două căi este considerată poate primul manual de morală creștină. Cele două căi sunt calea vieții și calea morții. Calea vieții evidențiază îndatorirea capitală de a-L iubi pe Dumnezeu și pe semenii noștri, îndatoririle personale de a ne feri de toate viciile și păcatele cunoscute de către lumile Vechiului Testament și ale păgânismului și îndatoririle sociale. Calea morții este rea, plină de blestem, și este acoperită de ucideri, adultere, pofte, desfrânări, furturi, închinare la idoli, magii, vrăjitorii, răpiri, mărturii false, ipocrizii, taler cu doua fețe, viclenie, orgoliu, răutate, aroganță, lăcomie, vorbire rușinoasă, invidie, îndrăzneală, fast, ostentație, lipsa de teamă.

- Prescripțiile rituale și liturgice fac referire la penitență, la Botez, la post și la Euharistie.
- Partea disciplinară cu trei subdiviziuni: obligațiile comunității față de oamenii duhovnicești (cap. XI), dragostea față de toți cei în nevoi (cap. XII-XIII) și conducerea internă a comunității (cap. XIV-XV).